# Danger Cave
Danger Cave – jaskinia położona w hrabstwie Tooele w amerykańskim stanie Utah, tuż przy granicy ze stanem Nevada. Stanowisko archeologiczne, w 1961 roku uznane za National Historic Landmark.
Jaskinia położona jest w wapiennym masywie około 2 mile od miejscowości Wendover, na terenach gdzie w plejstocenie znajdował się brzeg jeziora Bonneville. Położona na wysokości 1433 m n.p.m., ma wymiary 20×40 m. Swoją nazwę otrzymała na pamiątkę wypadku z 1941 roku, kiedy to podczas prac archeologicznych doszło do oberwania się dużego bloku skalnego, który zabił jednego z robotników.
W jaskini odkryto jedne z najstarszych śladów osadnicznych na obszarze Wielkiej Kotliny, pochodzące sprzed 10-11 tys. lat. W okresie tym przebywały w niej okresowo wędrowne grupy zbieracko-łowieckie, liczące po 20-30 osób. Pozyskany materiał archeologiczny obejmuje wyroby kamienne i kościane oraz wyplatane z włókna kosze. 
Jaskinia jest zamknięta dla zwiedzających.